# Senyals de trànsit de reglamentació a Espanya
Els senyals de trànsit de reglamentació d'Espanya indiquen prioritats, prohibicions, obligacions i restriccions a la via. Es caracteritzen per ser circulars, excepte les de prioritat, que tenen formes especials donada la seva importància sobre la resta. A continuació es llisten els diferents senyals de reglamentació, acompanyades de la seva referència i una llegenda.

## Senyals de prioritat
Els senyals de prioritat són aquells que obliguen a cedir el pas a altres vehicles en diverses situacions.
Per la seva importància, aquests senyals tenen formes diferents a totes les altres. El senyal de STOP (detenció obligatòria; R-2) té forma octogonal i és de color vermell. El senyal de Cedeix el pas (R-1) té forma de triangle equilàter amb un vèrtex cap avall i és de color blanc amb vora vermella.

R-1 Cedeix el pas
R-2 Detenció obligatòria o STOP
R-3 Calçada amb prioritat
R-4 Fi de prioritat
R-5 Prioritat en sentit contrari
R-6 Prioritat respecte al sentit contrari

| Descripció detallada: |
| R-1 Cedeix el pas: Obligació per a tot conductor de cedir el pas a la propera intersecció als vehicles que circulen per la via a la qual s'acosta o al carril al qual es pretén incorporar. |
| R-2 Detenció obligatòria o STOP: Obligació per a tot conductor d'aturar el seu vehicle davant la pròxima línia de detenció o, si no existeix, immediatament abans de la intersecció, i cedir el pas en ella als vehicles que circulin per la via a la qual s'aproximi. Si, per circumstàncies excepcionals, des del lloc on s'ha efectuat la detenció no hi ha visibilitat suficient, el conductor haurà d'aturar de nou en el lloc des d'on tingui visibilitat, sense posar en perill a cap usuari de la via. |
| R-3 Calçada amb prioritat: Indica als conductors dels vehicles que circulin per una calçada la seva prioritat en les interseccions sobre els vehicles que circulin per una altra calçada. |
| R-4 Fi de prioritat Indica la proximitat del lloc en què la calçada per la qual se circula perd la seva prioritat respecte a una altra calçada. |
| R-5 Prioritat en sentit contrari: Prohibició d'entrada en un pas estret mentre no sigui possible travessar sense obligar els vehicles que circulin en sentit contrari a aturar-se. |
| R-6 Prioritat respecte al sentit contrari: Indica als conductors que, en un pròxim pas estret, tenen prioritat amb relació als vehicles que circulin en sentit contrari. |

## Senyals de Prohibició d'entrada
Les Senyals de Prohibició són aquelles que prohibeixen un comportament susceptible de provocar un perill. Aquests senyals tenen forma circular i el seu pictograma és negre sobre fons blanc, vores i banda (transversal descendent d'esquerra a dreta travessant el pictograma a 45° respecte a l'horitzontal) vermells (el vermell ha de cobrir, com a mínim, el 35 per 100 de la superfície del senyal).
Les Senyals de Prohibició d'entrada són aquelles que restringeixen l'accés a una via. Aquests senyals són circulars i de color blanc amb una vora vermella. Per la seva importància, el senyal de entrada prohibida (R-101) és de fons vermell amb una franja blanca.

R-100 Circulació prohibida
R-101 Entrada prohibida
R-102 Entrada prohibida a vehicles de motor
R-103 Entrada prohibida a vehicles de motor, excepte motocicletes de dues rodes
R-104 Entrada prohibida a motocicletes
R-105 Entrada prohibida a ciclomotors (i vehicles per a persones de mobilitat reduïda)
R-106 Entrada prohibida a vehicles destinats al transport de mercaderies
R-107 Entrada prohibida a vehicles destinats al transport de mercaderies amb major massa autoritzada que la indicada
R-108 Entrada prohibida a vehicles que transportin mercaderies perilloses
R-109 Entrada prohibida a vehicles que transportin mercaderies explosives o inflamables
R-110 Entrada prohibida a vehicles que transportin productes contaminants de l'aigua (més de 1.000 litres)
R-111 Entrada prohibida a vehicles agrícoles de motor
R-112 Entrada prohibida a vehicles de motor amb remolc, que no sigui un semiremolc o un remolc d'un sol eix
R-113 Entrada prohibida a vehicles de tracció animal
R-114 Entrada prohibida a cicles
R-115 Entrada prohibida a carros de mà
R-116 Entrada prohibida a peatones
R-117 Entrada prohibida a animals de muntura

## Senyals de Restricció de Pas

R-200 Prohibició de passar sense aturar-se
R-201 Limitació de massa
R-202 Limitació de massa per eix
R-203 Limitació de longitud
R-204 Limitació d'amplada
R-205 Limitació d'altura

## Altres senyals de prohibició o restricció

R-300 Separació mínima
R-301 Velocitat màxima
R-301 Velocitat màxima
R-301 Velocitat màxima
R-301 Velocitat màxima
R-301 Velocitat màxima
R-301 Velocitat màxima
R-301 Velocitat màxima
R-301 Velocitat màxima
R-301 Velocitat màxima
R-301 Velocitat màxima
R-301 Velocitat màxima
R-301 Velocitat màxima
R-302 Gir a la dreta prohibit
R-303 Gir a l'esquerra prohibit (també el canvi de sentit)
R-304 Mitja volta prohibida
R-305 Avançament prohibit
R-306 Avançament prohibit per a camions
R-307 Parada i estacionament prohibit
R-308 Estacionament prohibit
R-308a Estacionament prohibit els dies imparells
R-308b Estacionament prohibit els dies parells
R-308c Estacionament prohibit la primera quinzena
R-308d Estacionament prohibit la segona quinzena
R-308e Estacionament prohibit a gual
R-309 Zona d'estacionament limitat
R-310 Advertències acústiques prohibides

## Senyals d'Obligació

R-400 a Sentit obligatori
R-400 b Sentit obligatori
R-400 c Sentit obligatori
R-400 d Sentit obligatori
R-400 e Sentit obligatori
R-401a Pas obligatori
R-401b Pas obligatori
R-401c Pas obligatori
R-402 Rotonda
R-403a Úniques direccions i sentits permesos
R-403b Úniques direccions i sentits permesos
R-403c Úniques direccions i sentits permesos
R-404 Calçada per a automòbils, excepte motocicletes sense sidecar
R-405 Calçada per a motocicletes sense sidecar
R-406 Calçada per a camions, furgons i furgonetes
R-407 Via reservada per a cicles o via ciclista
R-408 Camí per a vehicles de tracció animal
R-409 Camí per a animals de muntura
R-410 Camí reservat per a vianants
R-411 Velocitat mínima
R-412 Cadenes per neu
R-413 Enllumenat de curt abast
R-414 Calçada per a vehicles que transportin mercaderies perilloses
R-415 Calçada per a vehicles que transportin productes contaminants de l'aigua
R-416 Calçada per a vehicles que transportin matèries explosives o inflamables
R-417 Ús obligatori del cinturó de seguretat
R-418 Via exclusiva per a vehicles dotats d'equip de telepeatge operatiu. Telepeatge obligatori.

## Senyals de Final de Prohibició o restricció
Les Senyals de Final de Prohibició o restricció són aquelles que informen que el tram de prohibició o de limitació ha acabat.
Aquests senyals són rodones i de color blanc amb una o diverses línies negres en diagonal (una a França, tres als Països Baixos, cinc a Espanya i Alemanya).

R-500 Fi de totes les prohibicions
R-501 Fi de la limitació de velocitat
R-502 Fi de la prohibició d'avançament
R-503 Fi de la prohibició d'avançament per a camions
R-504 Fi de zona d'estacionament limitat
R-505b Fi de via reservada per a cicles i ciclomotors
R-505 Fi de prohibició de senyals acústics
R-506 Fi de tram de velocitat mínima exigida